# Deliberační lhůta
Deliberační lhůta je lhůta na rozmyšlenou, kterou zákon dává k uskutečnění nějakého právního jednání.
V českém právu se vyskytuje např. při odmítnutí dědictví, kde je stanovena na dobu jednoho měsíce od vyrozumění o tomto právu. Soud ji může z důležitých důvodů prodloužit. Lhůta na rozmyšlenou je také při předložení směnky k přijetí, stanovena je ale pouze na jeden den.